# Luis Rodríguez de Cepeda
Luis (Rodríguez) (de) Cepeda (Madrid, 1819-Madrid, 15 de diciembre de 1889) fue un compositor, director de orquesta y maestro de canto español. No debe ser confundido, como es harto habitual, incluso en catálogos, con el escritor y gastrónomo del siglo XX Luis Cepeda Baranda.

## Biografía
Hermano de la actriz Luisa Rodríguez de Cepeda y del también músico Juan Rodríguez de Cepeda, fue alumno interno del Conservatorio de Madrid desde su fundación en 1831. Estudió allí solfeo con Baltasar Saldoni, piano con Pedro Albéniz, contrabajo con José Venancio López y canto con el propio director del Conservatorio, Francisco o Francesco Piermarini. Después se dedicó a la enseñanza del piano y del canto y desde 1842 es frecuente ver su nombre en la prensa anunciando su participación en diversos teatros de Madrid, Barcelona, Valencia, Málaga e incluso la Alhambra de Granada, como pianista o autor de composiciones y arreglos para baile. En 1847 estrena en el Teatro de la Cruz, en comandita con Cristóbal Oudrid y Sebastián Iradier, La Pradera del Canal, zarzuela en un acto. Desde entonces compaginó la dirección y la composición musical, siendo autor de diecisiete zarzuelas, recogidas en El Teatro Lírico español de Luis Iglesias de Souza, entre ellas El esclavo (1856), Los piratas (1860), que fue la que le dio más fama y en la que debutó Pablo Sarasate, y La señora del sombrero (1862), así como numerosas habaneras. En diferentes momentos de su vida dirigió las orquestas madrileñas de los Teatros Príncipe (desde 1856), Circo, de la Zarzuela (1859-1860) y, desde 1865, el Variedades. En 1864 era maestro de coros del madrileño Teatro Rossini, en los Campos Elíseos que desaparecieron en Madrid para construir el Barrio de Salamanca. Él fue quien animó a Tomás Bretón a venir a Madrid a seguir estudiando y luego lo contrató como violinista en el Teatro Variedades. En 1866 se casó con la cantante ferrolana Carolina Casanova Rodríguez (1847-1910), a la que duplicaba en edad. Llevó a Carolina a estudiar Arte Dramático en Roma y Solfeo y Canto en París, ciudad en la que tuvo en 1869 al primer hijo de los dos que tuvo de él, Luis. En 1870 nacería en Madrid el segundo, Luisa. Después la acompañó a recorrer los principales teatros de España y luego los de Europa, desde Portugal hasta Rusia, y luego toda Latinoamérica, haciendo posteriormente varias giras más por España y el extranjero.

## Obras (incompleto)
- 1845, Jefté, tragedia bíblica en cuatro actos, Teatro del Príncipe. Música de los coros por Luis Cepeda, subjefe de orquesta del Teatro del Circo.
- 1847, La Pradera del Canal, zarzuela en un acto, con Cristóbal Oudrid y Sebastián Iradier.
- 1855, El delírio: drama lírico en dos actos, Madrid: Rodríguez, 1855.
- 1855, La pasión de Jesús: drama sacro-bíblico en seis jornadas y un epílogo: escrito en verso sobre la Biblia y el auto de Fr. Gerónimo de la Merced, Madrid : Impr. de J. Rodríguez, 1855
- 1856, El esclavo, zarzuela, también con música de Martín Sánchez Allú y libreto de Luis de Eguílaz.
- 1859, La Tierra de Maria Zantízima, juguete lirico-bailable del género Andaluz, en un acto, representado en Valencia, libreto de Luis Rivera
- 1859, El capitán español. Libreto de Pedro Enrique Ramos, Madrid: Imp. de J. M. Ducazcal, 1859.
- 1860, Los piratas, zarzuela.
- 1861, El Corneta, zarzuela en un acto, en verso, libreto de Carlos Frontaura.
- 1861, Los pecados capitales, zarzuela en un acto con libreto de Carlos Frontaura.
- 1861, El mundo nuevo: inocentada cómico-lírica en un acto, libreto de Fernando Martínez Pedrosa y Rafael García y Santisteban, Madrid: Impr. de J. Cuesta, 1861.
- 1861, Peluquero y marqués, libreto de Juan Belza
- 1861, De incógnito: zarzuela en dos actos, en verso, libreto de Nicola de Giosa y Carlos Frontaura, Madrid : Impr. de M. Galiano, 1861.
- 1862, ¡La señora del sombrero!, o, ¡El sombrero de la señora! Farsa cómico-lírica en cinco cuadros en verso. Libreto de Carlos Frontaura, Madrid: Impr. de J. Rodríguez, 1862.
- 1862, El mudo: zarzuela en dos actos, en verso, libreto de Carlos Frontaura, Madrid : Impr. de J. Rodríguez, 1862.
- 1862, Retrato y original : zarzuela en un acto y en verso, arreglada del francés, Madrid: Impr. de J. Rodríguez, 1862.
- 1866, Un cuadro, un melonar y dos bodas.
- Habanera Campos Elíseos